# Crișan szülőháza
Crișan szülőháza műemléknek nyilvánított múzeum Vákán, Romániában, Hunyad megyében. A romániai műemlékek jegyzékében a HD-IV-m-B-03491 sorszámon szerepel.

## Története
Az épületet Gheorghe Crişan (az 1784-es erdélyi parasztfelkelés egyik vezetője) házának mintájára építették fel. A múzeumot 1979-ben alapították.